# Pseudoseptoria stomaticola
Pseudoseptoria stomaticola är en svampart som först beskrevs av Bäumler, och fick sitt nu gällande namn av B. Sutton 1980. Pseudoseptoria stomaticola ingår i släktet Pseudoseptoria, divisionen sporsäcksvampar och riket svampar.   Inga underarter finns listade i Catalogue of Life.